# Vivo en vivo
Vivo en vivo es el cuarto álbum del grupo Efecto Mariposa, el primer en directo, publicado en España el 12 de junio de 2007. En él se recoge el concierto que la banda realizó en Fuengirola (Málaga) durante la gira de presentación de su disco Complejidad. En la actuación repasan algunos de sus temas más conocidos, como «Sola», «El mundo» o «No me crees» e incluyen canciones inéditas, como los dos sencillos que se eligieron para dar a conocer el disco, «Si tú quisieras» y «¿Quién?». También se puede encontrar «Believe in me», la versión en inglés de su conocido tema «No me crees», que se convirtió en la canción oficial de la 32ª America's cup de vela, celebrada en Valencia durante el verano de 2007. Cuentan, además, en algunas canciones con la participación de artistas invitados como Belén Arjona, Coti, Pereza y Javier Ojeda. En el DVD se incluye el concierto íntegro así como algunos contenidos adicionales. Vivo en vivo entró en el puesto 60 de los cien álbumes más vendidos en España. Para dar a conocer el disco, Efecto Mariposa se embarcó en, al menos, una docena de conciertos, entre los que estaba el Costa Pop de Málaga, festival en el que compartieron cartel con Nena Daconte, Melendi y La 5ª Estación, entre otros artistas.

## Lista de canciones
| N.º | Título                                 | Duración |  |
| 1.  | «Es por ti»                            | 4:01     |  |
| 2.  | «Sara»                                 | 3:46     |  |
| 3.  | «Hoy no entiendo de nada»              | 4:39     |  |
| 4.  | «Entre flores»                         | 4:36     |  |
| 5.  | «Flotando voy»                         | 4:46     |  |
| 6.  | «Me falta aire»                        | 4:09     |  |
| 7.  | «Complejidad»                          | 3:40     |  |
| 8.  | «Sola»                                 | 4:05     |  |
| 9.  | «Si tú quisieras»                      | 4:05     |  |
| 10. | «No me crees (Dueto con Javier Ojeda)» | 4:49     |  |
| 11. | «Otra historia (Dueto con Coti)»       | 4:36     |  |
| 12. | «Que más da (Dueto con Belén Arjona)»  | 3:14     |  |
| 13. | «Granito de arena»                     | 4:07     |  |
| 14. | «El mundo»                             | 3:30     |  |
| 15. | «¿Quién?»                              | 3:54     |  |
| 16. | «Si tú quisieras (Dueto con Pereza)»   | 4:44     |  |
| 17. | «Believe in me»                        | 4:18     |  |

## Posiciones y certificaciones

### Semanales
| País   | Ranking         | Primera semana | Posición de ingreso | Mejor posición | Semanas en la mejor posición | Semanas en el ranking | Última semana |
| ------ | --------------- | -------------- | ------------------- | -------------- | ---------------------------- | --------------------- | ------------- |
| Europa |                 |                |                     |                |                              |                       |               |
| España | Top 100 álbumes | -              | -                   | -              | -                            | -                     | -             |

### Copias y certificaciones
| País   | Proveedor  | Año | Certificación | Copias certificadas (según IFPI) |
| Europa |            |     |               |                                  |
| España | Promusicae | -   | -             | -                                |